# JTV MAGIC FM
JTV MAGIC FM은 1999년 1월 8일 FM라디오방송 허가를 받고 2001년 8월 28일 '매직FM'이라는 애칭으로 FM라디오방송을 개국하였다. SBS 파워FM과 네트워크 제휴를 맺고 있으며, 전북지역, 충남 남부 일부지역, 전남 북부 일부지역, 경북 김천 서부 일부지역, 경남 거창 서부 일부지역, 충북 영동 남부 일부지역 등을 가청권역으로서 방송중이다.
<러브포유>, <그대곁에 전세영입니다>는 개국 이후 진행자 변경 없이 진행되는 프로그램이다. 2005년 5월 8일부터는 <뮤직익스프레스>라는 이름으로 일요일 오후 4시~8시까지 주말방송이 진행되었다. 2005년 5월 8일~2007년 4월 22일까지는 이윤숙 DJ가 단독으로 4시간을 진행했다. 이후 2007년 4월 29일부터 2008년 10월 26일까지는 4시~6시까지는 이윤숙DJ가, 6시 ~ 8시까지는 안준성 DJ가 진행했다. 그러나 2008년 가을 개편으로 <뮤직 익스프레스>는 이윤숙의 진행으로 일요일 오후 4시 프로그램으로 자리잡았으며, 안준성 DJ는 신설 프로그램인 <스포츠 익스프레스>로 이동하여 주말 저녁 전라북도 대표 스포츠 프로그램으로 자리잡게 되었다.
한편 행복발전소 진행자인 장혜라DJ는 2006년 JTV DJ콘테스트에서 600대 1의 경쟁률을 뚫고 DJ로 발탁되어 2021년까지 15년째 진행을 맡았었다.
2025년 3월 30일부터 모든 프로그램이 새로 편성되었다.

## 프로그램
| 프로그램명                             | 방송 시간                  | 방송 기간              | 진행자 |
| -------------------------------------- | -------------------------- | ---------------------- | ------ |
| 901 PlayList                           | 월~토 오전 11시 ~ 낮 12시  | 2024년 4월 1일 ~ 현재  | BGM    |
| 고은현의 신명우리가락                  | 일요일 오전 11시 ~ 낮 12시 | 2019년 ~ 현재          | 고은현 |
| 우리가 사랑한 순간들                   | 월~토 오후 4시 ~ 오후 6시  | 2025년 1월 6일 ~ 현재  | 봉준일 |
| 송슬기의 슬기로운 라디오 방송          | 월~토 오후 6시 ~ 저녁 8시  | 2022년 1월 1일 ~ 현재  | 송슬기 |
| 마음 한 조각, 일요일 오후 박주은입니다 | 일요일 오후 4시 ~ 저녁 6시 | 2025년 3월 30일 ~ 현재 | 박주은 |
| 논스톱 음악산책                        | 매일 새벽 3시 ~ 아침 5시   | 2003년 11월 3일 ~ 현재 | BGM    |
| 안준성의 스포츠익스프레스              | 일요일 저녁 6시 ~ 8시      | 2008년 11월 2일 ~ 현재 | 안준성 |

## 종영된 프로그램
| 프로그램명                                      | 방송 시간                                                                 | 방송 기간                          | 진행자       |
| ----------------------------------------------- | ------------------------------------------------------------------------- | ---------------------------------- | ------------ |
| JTV 뉴스 (1100) JTV 뉴스 (1600) JTV 뉴스 (1800) | 평일 오전 11시 ~ 11시 5분 평일 오후 4시 ~ 4시 5분 평일 저녁 6시 ~ 6시 5분 | 2007년 ~ 2012년                    | JTV 아나운서 |
| 그대곁에 전세영입니다                           | 월~토 오후 4시 ~ 저녁 6시                                                 | 2001년 개국이후 ~ 2020년 5월 9일   | 전세영       |
| 이윤숙의 뮤직익스프레스                         | 일요일 오후 4시 ~ 저녁 6시                                                | 2005년 5월 8일 ~ 2020년 5월 10일   | 이윤숙       |
| 서주영의 LOVE 4U                                | 월~토 오전 11시 ~ 낮 12시                                                 | 2020년 5월 11일 ~ 2021년 12월 31일 | 서주영       |
| 이정규의 정규방송                               | 월~토 오후 4시 ~ 저녁 6시                                                 | 2020년 5월 11일 ~ 2021년 12월 31일 | 이정규       |
| 미르의 테마뮤직오디세이                         | 일요일 오후 4시 ~ 저녁 6시                                                | 2020년 5월 17일 ~ 2021년 12월 26일 | 미르         |
| 장혜라의 행복발전소                             | 월~토 저녁 6시 ~ 8시                                                      | 2006년 ~ 2021년 12월 31일          | 장혜라       |
| 오늘 그대와 오유진입니다                        | 월~토 오전 11시 ~ 낮 12시                                                 | 2022년 1월 1일 ~ 2022년 12월 31일  | 오유진       |
| 원옥화의 모카라디오                             | 일요일 오후 4시 ~ 저녁 6시                                                | 2022년 1월 2일 ~ 2022년 12월 25일  | 원옥화       |
| 봉쥬르~ 전북                                    | 일요일 오후 4시 ~ 6시                                                     | 2023년 1월 1일 ~ 2025년 3월 23일   | 봉준일       |
| 라땐뮤직 고기훈입니다                           | 월~토 오전 11시 ~ 낮 12시                                                 | 2023년 1월 2일 ~ 2024년 3월 30일   | 고기훈       |
| 김민영의 민영방송                               | 월~토 오후 4시 ~ 6시                                                      | 2024년 4월 1일 ~ 2025년 1월 4일    | 김민영       |

## 방송 송출 시설망
| JTV MAGIC FM  | JTV MAGIC FM | JTV MAGIC FM | JTV MAGIC FM | JTV MAGIC FM                  | JTV MAGIC FM |
| 송신소        | 주파수       | 출력         | 호출부호     | 송신소 위치                   | 방송구역 |
| ------------- | ------------ | ------------ | ------------ | ----------------------------- | --- |
| 모악산 송신소 | FM 90.1㎒    | 5㎾          | HLDQ-FM      | 전북 김제시 금산면 금산리 산1 | 전주시 일원, 익산시 일부, 군산시 일부, 김제시 일부, 남원시 일부, 정읍시 일부, 순창군 일부, 고창군 일부, 무주군 일부, 부안군 일부, 완주군 일부, 임실군 일부, 장수군 일부, 진안군 일부 |

## 라디오 주파수 멘트
- FM 90.1 MHz JTV MAGIC FM입니다. HLDQ

## 라디오 시보 멘트
- JTV MAGIC FM에서 ○○시를 알려드립니다.
- 광고 후 ○○시를 알려드립니다.

## 라디오 제공 시보
- 폭스바겐 전주전시장
- 명장추어탕
- 전주콜 대리운전
- 국립군산대학교
- 볼보 아이비모터스 전주전시장

## 직원

### MAGIC FM 제작진 (FM제작팀)
- 송슬기 DJ <송슬기의 슬기로운 라디오 생활 - 진행>
- 고기훈 DJ <901 PlayList - 진행 & 연출>
- 봉준일 DJ <우리가 사랑한 순간들 - 진행>
- 안준성 DJ <안준성의 스포츠 익스프레스 - 구성&진행>
- 고은현 DJ <고은현의 신명우리가락 - 진행>